# 夕闇をひとり
『夕闇をひとり』（ゆうやみをひとり）は、松任谷由実（ユーミン） の18枚目のシングル。
1981年11月1日に東芝EMIからリリースされた。1989年6月28日にCDシングルとして再リリース。12枚目のオリジナルアルバム『昨晩お会いしましょう』に収録。

## 解説
- ジャケットは二つ折りで、イギリスのデザイン・グループヒプノシスが作成した。撮影はアイスランドで行われ、後ろ姿の女性はユーミンと体型の似たモデルである。同時発売されたアルバム『昨晩お会いしましょう』とは多少異なる。
- 「夕闇をひとり」は、宮崎美子への提供曲だが、ユーミンの方が若干発売日が早い。
- 「A HAPPY NEW YEAR」は、のちに映画『私をスキーに連れてって』劇中歌に用いられた。
- オリコンチャートの登場週数は9週、チャート最高順位は週間48位、累計3.2万枚のセールスを記録した[1]。

## 収録曲
- 作詞・作曲：松任谷由実　編曲：松任谷正隆

### Side A
1. 夕闇をひとり -Walking Alone In the Dusk-[2]

### Side B
1. A HAPPY NEW YEAR -Happy New Year-

## カバー
- 夕闇をひとり
  - 宮崎美子 - 1981年、デビューアルバム『Mellow』に収録
  - CHEMISTRY - 2019年、シングル『もしも／夜行バス』に収録
- A HAPPY NEW YEAR
  - ゴスペラーズ - 1999年、トリビュートアルバム『Dear Yuming〜荒井由実/松任谷由実カバー・コレクション〜』に収録
  - ベス・ニールセン・チャップマン - 2003年、トリビュートアルバム『OVER THE SKY: Yuming International Cover Album』に収録
  - ベイ・シュー - 2007年、アルバム『Lost in Translation』に収録
  - 二階堂和美 - 2008年、アルバム『ニカセトラ』に収録
  - 坂本真綾 - 2011年、シングル『おかえりなさい』に収録
  - 薬師丸ひろ子 - 2017年、新春スペシャルドラマ『富士ファミリー2017』エンディングテーマ